# Flughafen Bacacheri

i7
i11
i13
Der Flughafen Bacacheri (IATA-Code: BFH, ICAO-Code: SBBI) ist der innerstädtische Flughafen der brasilianischen Stadt Curitiba im Bundesstaat Paraná. Er ist nicht zu verwechseln mit dem größeren, 15 Kilometer südsüdöstlich gelegenen größeren Flughafen Curitiba.
Daneben dient er auch als Militärflugplatz; dieser Teil des Flughafens wird von den Luftstreitkräften, der Força Aérea Brasileira (FAB), als Base Aérea de Curitiba bezeichnet. Hier befindet sich das 2. Integrierte Zentrum für Luftverteidigung und -verkehr, Segundo Centro Integrado de Defesa Aérea e Controle de Tráfego Aéreo (CINDACTA II).

## Geschichte
Der Flughafen wurde 1930 als Militärflugplatz eröffnet. 1942 wurde er zu einer Militärbasis hochgestuft.
Am 31. März 1980 wurde die Basis außer Dienst gestellt und die Infraero übernahm das Gelände für die zivile Luftfahrt. Dennoch gibt es am Flughafen eine starke Militärpräsenz, da das CINDACTA Section II, eine der Flugaufsichten Brasiliens, sich in der Nähe befindet.
Am 7. April 2021 gewann die CCR eine Konzession, um den Flughafen die nächsten 30 Jahre zu betreiben.

## Fluggesellschaften und Ziele
Seit 1997 werden keine Linienflüge von oder nach Bacacheri angeboten.

## Verkehrszahlen
Im Jahr 2021 verzeichnete der Flughafen 31.997 Flugbewegungen, bei denen 29.574 Passagiere befördert wurden.